# Euphyia pastinaria
Euphyia pastinaria là một loài bướm đêm trong họ Geometridae.